# Тігермень
Тігерме́нь (каз. Тегермен) — село у складі Уйгурського району Алматинської області Казахстану. Адміністративний центр Тігерменський сільського округу.
Населення — 2023 особи (2021; 2344 у 2009, 2295 у 1999, 2138 у 1989).